# Pioltello
Pioltello is een gemeente in de Italiaanse metropolitane stad Milaan (regio Lombardije) en telt 32.337 inwoners (31-12-2004). De oppervlakte bedraagt 13,1 km², de bevolkingsdichtheid is 2427 inwoners per km².
De volgende frazioni maken deel uit van de gemeente: Limito, Seggiano, Rugacesio.

## Demografie
Pioltello telt ongeveer 13889 huishoudens. Het aantal inwoners daalde in de periode 1991-2001 met 6,5% volgens cijfers uit de tienjaarlijkse volkstellingen van ISTAT.
| Jaar | Inwoneraantal |
| ---- | ------------- |
| 1991 | 34.165        |
| 2001 | 31.936        |

## Geografie
De gemeente ligt op ongeveer 122 m boven zeeniveau.
Pioltello grenst aan de volgende gemeenten: Cernusco sul Naviglio, Vimodrone, Segrate, Rodano, Peschiera Borromeo.

## Geboren
- Pierino Bestetti (1898-1936), wielrenner